# 格倫伊格爾 (科羅拉多州)
格倫伊格爾（英語：Gleneagle）是位於美國科羅拉多州艾爾帕索縣的一個人口普查指定地區。

## 地理
格倫伊格爾的座標為39°02′48″N 104°49′31″W / 39.04667°N 104.82528°W，而該地最高點為海拔高度2111米（即6926英尺）。

## 人口
根據2010年美國人口普查的數據，格倫伊格爾的面積為6.40平方千米，均為陸地。當地共有人口6611人，而人口密度為每平方千米1,032人。